# 12973 Melanthios
12973 Melanthios (1973 SY1) là một thiên thể Troia của Sao Mộc.